# Équipe de France féminine de volley-ball
Cet article traite de l'équipe féminine. Pour l'équipe masculine, voir Équipe de France masculine de volley-ball.
Pour les articles homonymes, voir Équipe de France.
L'équipe de France féminine de volley-ball est composée des meilleures joueuses françaises sélectionnées par la Fédération française de volley (FFVolley).
En 2021, la France réalise sa meilleure performance dans un Championnat d'Europe depuis  2013 en atteignant les quarts de finale. Ce parcours, se soldant à Belgrade par une défaite 3 set à 1 face à la Serbie, lui permet de se hisser à la 7e place de la compétition, son meilleur classement depuis 34 ans. Neuf mois plus tard, l'équipe de France remporte la Ligue européenne 2022, son premier titre historique en compétition officielle. Lors de la campagne suivante, la France s'offre un nouveau titre à l'occasion de la Challenger Cup 2023 disputée à domicile, validant ainsi sa qualification pour la Ligue des nations, compétition regroupant annuellement l'élite du volley-ball mondial, qu'elle dispute pour la première fois en 2024.
En tant que nation hôte, les Bleues sont qualifiées pour les Jeux olympiques de 2024, représentant une première dans l'histoire de la sélection.
L'Espagnol César Hernández en est le sélectionneur principal depuis décembre 2024.
Elle est classée au 15e rang de la FIVB au 14 mai 2024.

## Histoire
La France est affiliée à la Fédération internationale de volley-ball (FIVB) depuis 1947 et à la Confédération européenne de volley-ball (CEV) depuis 1963.

### Ère Émile Rousseaux, depuis juillet 2018
C'est Michel Genson, alors conseiller du président de la Fédération française de volley, Éric Tanguy, qui vient trouver Émile Rousseaux afin de lui proposer de poser sa candidature au poste de directeur du projet Génération 2024, un challenge qu'il accepte, avec une première année au cours de laquelle il effectue un audit de la filière féminine.
Il débute à la tête de l’équipe de France féminine le 18 juillet 2018, où il vit sa première expérience sur un banc à l'étranger ainsi que dans le sport féminin. Le technicien déclare : « J’arrivais en fin de cycle, il était temps que je passe à autre chose et que je me fixe un dernier objectif dans ma carrière, dans une autre culture, avec des femmes plutôt que des hommes. La tâche est compliquée, mais j’ai pris des risques tout le temps, on ne peut pas vivre en permanence avec la peur au ventre ». Il ajoute à propos de cette mission : « On n’a pas d’autre choix que d’être optimiste et positif. Il faut que les filles développent la passion du volley-ball, qu’elles apprennent à s’épanouir en étant joueuses de haut niveau ». Le mois suivant sa prise de fonction, il atteint son premier objectif en qualifiant la sélection pour l'Euro 2019, représentant une première pour celle-ci après deux absences lors des deux dernières éditions (2015 et 2017),,.

#### Championnat d'Europe 2019: la déception
En août 2019, les Bleues vivent leur première expérience dans une grande compétition internationale depuis 6 ans à l'occasion du Championnat d'Europe 2019 se disputant en Turquie. Parmi les 14 joueuses convoquées pour l'évènement, seules quatre ont 25 ans ou plus et deux ont déjà disputé un Euro : la centrale Christina Bauer (31 ans) et la passeuse Mallory Caleyron (30 ans). Trois d’entre elles sont également issues de l’Institut fédéral de volley-ball (structure de la Fédération intégrant les meilleures joueuses françaises de la catégorie Junior) : Manon Moreels (18 ans), Amandha Sylves (18 ans) et Juliette Gelin (17 ans). Le tournoi se révèle décevant car malgré la victoire inaugurale face à la Bulgarie (3-2) et une défaite logique contre la favorite Serbie (1-3),, la sélection se montre impuissante face à des équipes de son niveau comme la Grèce (0-3) ou la Finlande (1-3),, et se retrouve éliminée dès le premier tour en finissant dernière de son groupe.

#### La nette progression lors de l'Euro 2021
En 2021, les Françaises emmenées par leur capitaine Héléna Cazaute réalisent l'exploit d'atteindre les quarts de finale du Championnat d'Europe avec une équipe de moins de 22 ans de moyenne d’âge dont 4 joueuses n'ayant pas le statut professionnel (Bah, Defraeye, Ratahiry et Respaut). Ce parcours s'est construit à la suite de performances très remarquées notamment face à la Bosnie (3-0) et la Belgique (3-1) au premier tour ainsi que face à la Croatie (3-2) en huitième de finale dans un match très disputé où Amandha Sylves se distingue en apportant le point victorieux par un contre sur la balle de match. Le parcours s'arrête au tour suivant sur une défaite 3 manches à 1 devant la Serbie avec le mérite d'avoir pris un set aux Serbes, championnes du monde et double tenantes du titre dans leur salle de Belgrade. Ce résultat constitue une première depuis 2013,,,,,,,,,,,,,,.
En atteignant les quarts de finale de l'Euro 2021, l'équipe de France gagne le droit de disputer le prochain Championnat d'Europe, l'Euro 2023, sans en passer par les qualifications. Ce résultat, couplé à leur prestation en Ligue européenne 2021 (2e de leur groupe, à un point de l'Espagne,), et à leur participation à l'Euro 2019, permet également aux Bleues de grimper dans la hiérarchie européenne et mondiale.

#### 2022: premier titre historique et qualification pour la Challenger Cup
En mai 2022, les Bleues se présentent à un nouveau tournoi de Ligue européenne avec un effectif presque inchangé par rapport à celui ayant disputé l'Euro 2021. Le sélectionneur Émile Rousseaux fait le choix de la réceptionneuse-attaquante Sabine Haewegene à la place de Lisa Arbos et ne conserve pas la jeune centrale Jade Defraeye au profit de Léandra Olinga Andela, qui fait son retour en sélection après une longue période d'absence due à une grave blessure.
Grâce à leur parcours sans faute au 1er tour — 4 victoires en 4 matchs face à l'Espagne et la Bosnie-Herzégovine pour seulement 2 sets concédés —, les Françaises gagnent le droit de disputer la phase finale à domicile, au palais des sports d'Orléans. Après un net succès face à l'équipe de Croatie (3-0) en demi-finale, elles remportent le tournoi le 19 juin 2022, sur une dernière victoire 3 sets à 0 (25-22, 27-25, 25-14) contre la Tchéquie au terme d'une finale maîtrisée et confirment leur progression de l'été 2021. L'équipe de France s'adjuge pour l'occasion le premier titre de son histoire en compétition officielle,. Pour l'ensemble de ses performances, la pointue Lucille Gicquel est également élue meilleure joueuse de la compétition par la CEV. Grâce à sa présence en finale, la France se qualifie pour la Challenger Cup 2022, compétition se déroulant à Zadar en Croatie où 8 équipes de niveau mondial se disputent une place qualificative pour la Ligue des nations 2023. Après six semaines sans match de préparation, et sans Amélie Rotar, blessée et remplacée dans le six de base par Sabine Haewegene, les Bleues sont éliminées par la Colombie (17-25, 16-25, 25-22, 25-11, 14-16) dès leur entrée en lice, au stade des quarts de finale, malgré deux balles de match en leur faveur lors du tie-break décisif. L'équipe de France finit néanmoins l'année 2022 sur une bonne note en terminant à la 2e place du Tournoi de France (amical) derrière le Japon (7e au classement FIVB) et devant d'autres sélections de renommées mondiales comme la Belgique ou le Canada.
En juillet 2023, la France remporte l’édition 2023 de la Challenger Cup, en battant la Suède 3-1 en final à Laval, ce qui lui permet d'accéder à la Ligue des nations.

## Palmarès et parcours

### Palmarès
| - Challenger Cup - (2023) | - Ligue européenne - (2022) | - Jeux méditerranéens - (1983 & 1993) - (1979, 1997 & 2001) |  |

### Parcours

#### Jeux olympiques
- 2024 : 11e

#### Championnat du monde
| - 1952 : 7e - 1956 : 12e - 1960 : non participante - 1962 : non qualifiée - 1967 : non qualifiée - 1970 : non qualifiée - 1974 : 20e - 1978 : non qualifiée - 1982 : non qualifiée - 1986 : non qualifiée | - 1990 : non qualifiée - 1994 : non qualifiée - 1998 : non qualifiée - 2002 : non qualifiée - 2006 : non qualifiée - 2010 : non qualifiée - 2014 : non qualifiée - 2018 : non qualifiée - 2022 : non qualifiée |

#### Championnat d'Europe
| - 1949 : 5e - 1950 : non participant - 1951 : 4e - 1955 : non participant - 1958 : 9e - 1963 : non qualifiée - 1967 : non qualifiée - 1971 : 13e - 1975 : non qualifiée - 1977 : non qualifiée | - 1979 : 11e - 1981 : non qualifiée - 1983 : 10e - 1985 : 8e - 1987 : 7e - 1989 : 10e - 1991 : 9e - 1993 : non qualifiée - 1995 : non qualifiée - 1997 : non qualifiée | - 1999 : non qualifiée - 2001 : 8e - 2003 : non qualifiée - 2005 : non qualifiée - 2007 : 8e - 2009 : 14e - 2011 : 10e - 2013 : 8e - 2015 : non qualifiée - 2017 : non qualifiée | - 2019 : 21e - 2021 : 7e - 2023 : 6e |

#### Ligue des nations(/Grand Prix mondial)
- De 1993 à 2016 : non qualifiée
- 2017 : 27e
- De 2018 à 2023 : non qualifiée
- 2024 : 14e
- 2025 : 9e

#### Coupe du monde
Aucune participation

#### World Grand Champions Cup
Aucune participation

#### Challenger Cup
2 participations
- 2022 : 5e
- 2023 :

#### Ligue européenne
| - 2009 : 4e - 2010 : non participante - 2011 : 6e - 2012 : 5e - 2013 : non participante - 2014 : non participante - 2015 : non participante - 2016 : 8e - 2017 : 5e - 2018 : 11e | - 2019 : 10e - 2020 : Annulé (Covid-19) - 2021 : 5e - 2022 : - 2023 : 5e |

#### Jeux méditerranéens
| - 1975 : non participante - 1979 : 3e - 1983 : 2e - 1987 : non participante - 1991 : 5e - 1993 : 2e - 1997 : 3e - 2001 : 3e - 2005 : 6e - 2009 : 6e | - 2013 : 6e - 2018 : 4e - 2022 : 9e |

#### Autres tournois
| - Coupe des nations : - (1986) - (1984) | - Coupe Savaria : - (2019) - (2016) | - Tournoi de France : - (2022) | - Universiade d'été : - (1999) | - Championnat du monde militaire : - (2018) |
| Jeux de l'amitié 8e (1984)              |                                     |                                |                                |                                             |

## Personnalités de la sélection

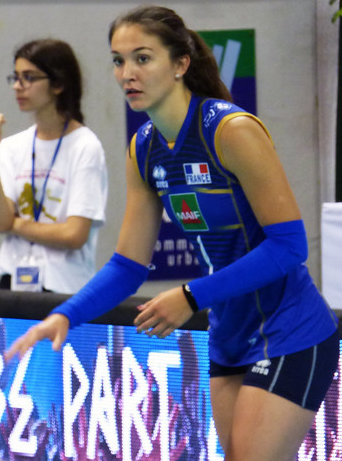
Héléna Cazaute : actuelle capitaine de la sélection.

| Période                     | Sélectionneur     |
| --------------------------- | ----------------- |
| 1949-1952                   | Marcel Mathoré    |
| 1952-1963                   | Jacques Liou      |
| 1963-1968                   | Janine Folcheris  |
| 1968-1969                   | Louis Poitout     |
| 1970-1972                   | Georges Derose    |
| 1972-1977                   | Françoise Spinosi |
| 1977-1979                   | Zbigniew Rusek    |
| 1979                        | Pierre Berjaud    |
| 1980-1983                   | Séverin Granvorka |
| 1983                        | Dominique Petit   |
| 1984-1989                   | Ralph Hippolyte   |
| 1990-1994                   | Gérard Denaja     |
| 1994-1997                   | Gérard Jouault    |
| 1997-2003                   | Jue Gang Bai      |
| 2004-2006                   | Yan Sanchez       |
| 2007                        | Yan Fang          |
| 2007-2013                   | Fabrice Vial      |
| octobre 2013 - janvier 2014 | Mauricio Paes     |
| mars 2014 - mars 2017       | Magali Magail     |
| avril 2017 - juillet 2018   | Félix André       |
| juillet 2018 - août 2024    | Émile Rousseaux   |
| depuis décembre 2024        | César Hernández   |

| Rang                                | Joueuse                      | Carrière  | Sélections |
| 1                                   | Catherine Claidat-Faure      | 1980-1995 | 320        |
| 2                                   | Anabelle Prawerman           | 1980-1989 | 289        |
| 3                                   | Brigitte Lesage              | 1980-1993 | 280        |
| 4                                   | Cécile Rigaux                | 1988-1995 | 248        |
| 5                                   | Agnès Lafiteau               | 1987-1994 | 216        |
| 6                                   | Nathalie Ferrario-Warembourg | 1982-1987 | 214        |
| 7                                   | Marie Tari                   | 1987-1995 | 195        |
| 8                                   | Virginie Kadjo               | 1993-2002 | 173        |
| 9                                   | Karine Salinas               | 1994-2007 | 164        |
| 10                                  | Christine Harbuz             | 1984-1993 | 161        |
| 11                                  | Laurence Plasman             | 1988-1997 | 157        |
| 12                                  | Joëlle Feumi-Jantou          | 1984-1989 | 147        |
| 13                                  | Marie-Christine Lachiver     | 1984-1988 | 144        |
| 14                                  | Séverine Liénard             | 1999-2009 | 136        |
| 15                                  | Catherine Bouchon            | 1990-1997 | 127        |
| Dernière mise à jour : février 2014 |                              |           |            |

### Sélection actuelle
Effectif aux Jeux olympiques de 2024 :
| No | Nom                       | Date de naissance           | Taille (cm) | Poste                     | Club                |
| -- | ------------------------- | --------------------------- | ----------- | ------------------------- | ------------------- |
| 1  | Héléna Cazaute            | 17 décembre 1997 (26 ans)   | 184         | Réceptionneuse-attaquante | Vero Volley Milan   |
| 3  | Amandine Giardino         | 30 mars 1995 (29 ans)       | 172         | Libéro                    | Neptunes de Nantes  |
| 4  | Christina Bauer           | 1er janvier 1988 (36 ans)   | 196         | Centrale                  | LOVB Houston        |
| 7  | Iman Ndiaye               | 13 janvier 2001 (23 ans)    | 188         | Pointue                   | Sigorta Shop (it)   |
| 9  | Nina Stojiljkovic         | 1er septembre 1996 (27 ans) | 178         | Passeuse                  | Aydın BB            |
| 11 | Lucille Gicquel           | 13 novembre 1997 (26 ans)   | 189         | Pointue                   | Chieri '76          |
| 15 | Amandha Sylves            | 29 décembre 2000 (23 ans)   | 193         | Centrale                  | Pallavolo Pinerolo  |
| 23 | Léandra Olinga Andela     | 12 août 1997 (26 ans)       | 185         | Centrale                  | Pallavolo Pinerolo  |
| 63 | Émilie Respaut            | 25 avril 2003 (21 ans)      | 176         | Passeuse                  | Pays d'Aix Venelles |
| 88 | Amélie Rotar              | 24 octobre 2000 (23 ans)    | 188         | Réceptionneuse-attaquante | Rome Volley Club    |
| 91 | Halimatou Bah             | 21 décembre 2003 (20 ans)   | 187         | Réceptionneuse-attaquante | Neptunes de Nantes  |
| 99 | Juliette Gelin            | 2 novembre 2001 (22 ans)    | 165         | Libéro                    | Vero Volley Milan   |
| 53 | Maeva Schalk (réserviste) | 14 décembre 2005 (18 ans)   | 185         | Réceptionneuse-attaquante | Volero Le Cannet    |

Sélectionneur :  Émile Rousseaux

Sélectionneurs adjoints :  Félix André,  Charles Gauthier

Manager général :  Emmanuel Fouchet

## Galerie

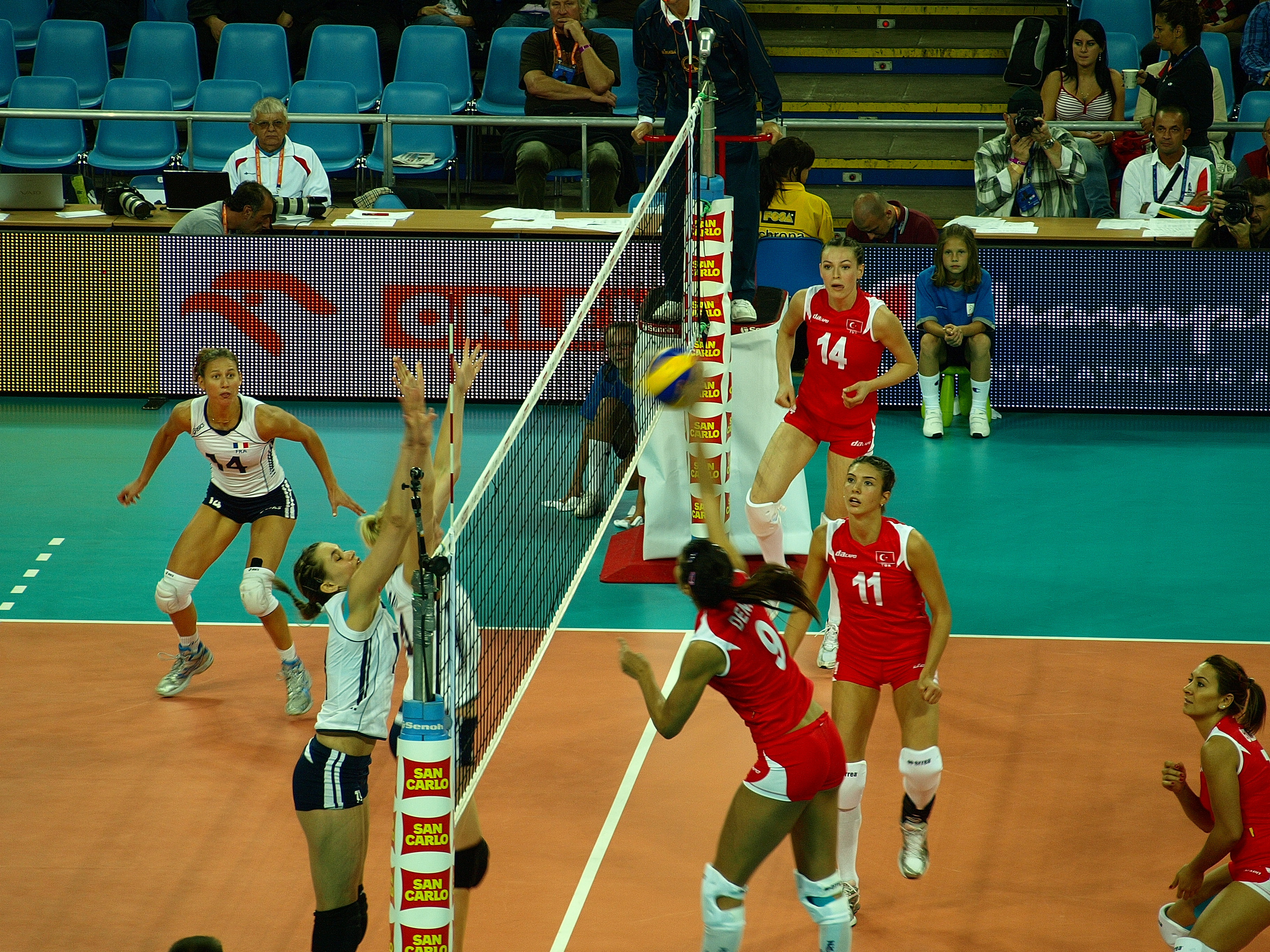
Euro 2009 : match Turquie - France à Wrocław (Pologne).